# Gerrardinaceae
Gerrardinaceae – monotypowa rodzina z rzędu Huerteales obejmująca jeden rodzaj Gerrardina D. Oliver z dwoma gatunkami. Rośliny te mają niemal liniowy zasięg ciągnący się przez południową i południowo-wschodnią Afrykę. Gerrardina foliosa rośnie w Afryce Południowej a Gerrardina eylesiana w Malawi, Tanzanii i Zimbabwe. Nazwa rodzaju i utworzona od niego nazwa rodziny upamiętnia Williama Tyrera Gerrarda – angielskiego przyrodnika i kolekcjonera roślin z Afryki południowej i Madagaskaru.

## Morfologia
PokrójKrzewy i niewielkie drzewa, często o pędach przewisających.
LiściePojedyncze, skrętoległe, o nerwacji pierzastej, gruczołowato ząbkowane na brzegu. U nasady ogonka liściowego znajdują się przylistki.
KwiatyZebrane są po kilka w wierzchotkowych kwiatostanach wyrastających w kątach liści. Kwiaty są drobne, promieniste i obupłciowe. Działek kielicha jest 5, są zrośnięte u nasady i trwałe. Płatków korony jest 5 i są one białe i zrośnięte. Pręcików jest 5 i są one wolne. Dysk miodnikowy jest kubeczkowaty i 5-łatkowy, przyrośnięty do hypancjum. Zalążnia górna powstaje z dwóch zrośniętych owocolistków zwieńczonych pojedynczą szyjką słupka i główkowatym lub płytko wciętym znamieniem.
OwoceZwisające, suche lub mięsiste jagody zawierające do 4 nasion.

## Systematyka
Rodzaj Gerrardina był w przeszłości zaliczany do Flacourtiaceae (w systemach APG – wierzbowate Salicaceae), ale i wówczas zwracano uwagę na odrębności w budowie. Głębsze analizy, zwłaszcza molekularne, wskazały położenie tego rodzaju w randze osobnej rodziny w rzędzie Huerteales.
Pozycja systematyczna rodziny według APweb (aktualizowany system APG IV z 2016)
Jedna z rodzin rzędu Huerteales, siostrzana względem Petenaeaceae. 
|  | Gerrardinaceae Alford                              |
|  |                                                    |
|  | Petenaeaceae Christenhusz, M. F. Fay & M. W. Chase |
|  |                                                    |

|  | Tapisciaceae Takhtajan   |
|  |                          |
|  | Dipentodontaceae Merrill |
|  |                          |

|  | Gerrardinaceae Alford                              |
|  |                                                    |
|  | Petenaeaceae Christenhusz, M. F. Fay & M. W. Chase |
|  |                                                    |

|  | Tapisciaceae Takhtajan   |
|  |                          |
|  | Dipentodontaceae Merrill |
|  |                          |

Podział systematyczny
- rodzaj: Gerrardina D. Oliver, Hooker's Icon. Pl. 11: 60. Feb 1870[5]
  - gatunek: Gerrardina eylesiana Milne-Redh.
  - gatunek: Gerrardina foliosa Oliv.